# Коноскопический прицел
Коноскопический прицел — прицел, созданный для стрельбы по движущейся цели на основе кристаллической оптики. 
В нем имеется светящийся маркер в виде концентрических окружностей разного диаметра и перекрестия, образующегося за счет разрывов в этих окружностях. Во время прицеливания по неподвижной цели центр перекрестия совмещают с точкой прицеливания, а при стрельбе по движущейся цели в зависимости от скорости перемещения цели совмещают с ней одну из окружностей.
Прицел удобен для стрельбы навскидку, так как даже неправильная прикладка ружья существенно не влияет на результаты.